# Amt Blumenfeld
Das Amt Blumenfeld war, unter wechselnden Bezeichnungen, in napoleonischer Zeit eine Verwaltungseinheit im Südosten des Großherzogtums Baden. Es bestand von 1807 bis 1813.

## Geschichte

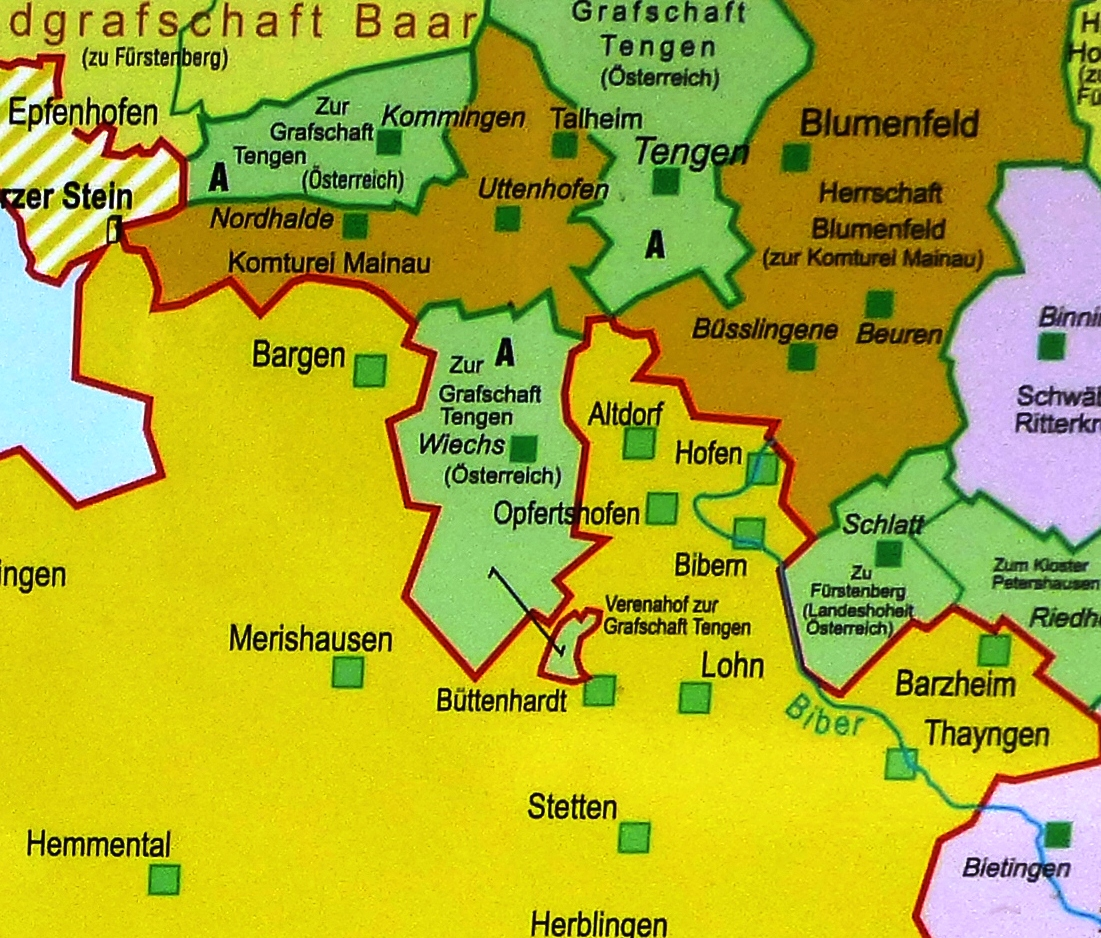
Die Orte der Ämter Tengen und Blumenfeld

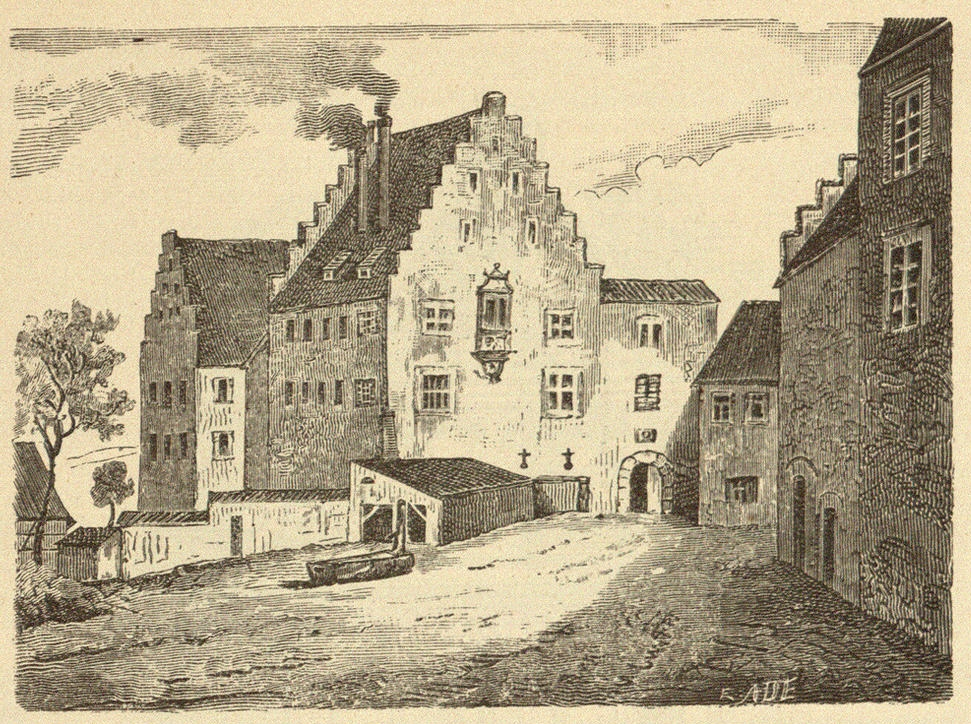
Schloss Blumenfeld um 1885

Das Amt Blumenfeld ging aus der im Hohen Mittelalter entstandenen Herrschaft Blumenfeld hervor. Zu Zeiten des Heiligen Römischen Reiches war sie durch verschiedene Hände gegangen. Letztlich geriet sie, gemeinsam mit der räumlich getrennt hiervon weiter westlich gelegenen Hinteren Grafschaft Tengen, unter die Herrschaft des Deutschen Ordens, der hieraus das Obervogteiamt Blumenfeld bildete und es der Kommende Mainau zuordnete. Sitz des Obervogtes wurde das neu errichtete Schloss Blumenfeld.
Mit der Rheinbundakte von 1806 fiel das Gebiet unter die badische Landeshoheit. Dessen Regierung errichtete hieraus im Sommer 1807 das landesherrschaftliche Amt Blumenfeld. Es umfasste die Orte Blumenfeld, Büßlingen, Watterdingen, Wiehl, Uttenhofen, Beuren, Thalheim, Leipferdingen, Thengen hinter Burg, Nordhalden und Epfenhofen. Im Rahmen der neuen Verwaltungsstruktur des Landes wurde es der Provinz des Oberrheins, auch Badische Landgrafschaft genannt, zugeordnet. Der bisherige Obervogt Ranz wurde, nun mit dem Charakter eines Oberamtsrats, übernommen. Im Dezember 1807 wurde dem nun als Obervogteiamt bezeichneten Amt Blumenfeld die standesherrschaftlichen Ämter Engen, Blumberg und Tengen unterstellt. In diesem Sinne kam im Februar 1809 noch das, infolge eines Ende 1808 mit dem Königreich Württemberg geschlossenen Staatsvertrages zu Baden gekommene fürstenbergische Schlatt am Randen hinzu.
In Umsetzung des Novemberedikts von 1809 wurde diese Konstellation Anfang 1810 aufgehoben, die vier Ämter unterstanden nun den neu errichteten Kreisen. Das Amt Blumenfeld wurde zunächst dem Donaukreis zugeteilt, Ende 1810 wurde es zum Seekreis umgegliedert. Außerdem kamen vom zuvor württembergischen Unteramt Aach, in Bezug auf die allgemeine Verwaltung, die grundherrschaftlichen Ortschaften Binningen, Duchtlingen, Mühlhausen, Schlatt unter Krähen und Weiterdingen hinzu. Sie wurden bereits im Herbst 1811 an das Bezirksamt Stockach abgetreten, dafür wurde Blumenfeld das Gebiet des aufgelösten Amtes Tengen zugewiesen. Es bestand aus den Ortschaften Stadt und Dorf Tengen, Kommingen und Wiechs am Randen sowie dem Verenahof.
Nachdem die Aufhebung der Patrimonialgerichtsbarkeit 1813 eine einheitliche Zuständigkeit der Ämter ermöglicht hatte, kam es zu einer erneuten Umgliederung einiger Orte, zugleich entstand aus dem Amt Blumenfeld das Bezirksamt Blumenfeld.

## Weitere Entwicklung
Das Bezirksamt Blumenfeld wurde 1857 aufgelöst und dem Bezirksamt Engen zugeteilt. 1936 wurde dieses aufgeteilt, Blumenfeld und Umgebung kamen zum Bezirksamt Konstanz, aus dem 1939 der Landkreis Konstanz hervorging. In diesem Jahr wechselte Kommingen zum Landkreis Donaueschingen und wechselte bei dessen Auflösung Anfang 1973 zum Schwarzwald-Baar-Kreis. Die Exklave mit dem Verenahof wurde 1967 im Rahmen eines Gebietsaustausches an die Schweiz abgetreten. Der Hauptort Blumenfeld wurde 1973 nach Tengen eingemeindet.